# Erik Axel Karlfeldt
Erik Axel Karlfeldt (20. července 1864, Folkärna – 8. dubna 1931, Stockholm), byl švédský básník, nositel Nobelovy ceny za literaturu za rok 1931.

## Život
Erik Axel Karlfeldt se narodil roku 1864 ve Folkärně v provincii Dalarna ve středním Švédsku jako syn sedláka. Původně se jmenoval Erik Axel Eriksson, ale roku 1889 přijal nové jméno. aby se distancoval od svého otce, který zbankrotoval a dostal se do vězení. Karlfeldt musel ukončit svá studia na univerzitě v Uppsale a živit se jako učitel a knihovník. Studia se mu podařilo dokončit až roku 1902.
V té době byl již úspěšným a známým básníkem, jedním z nejvýznamnějších a nejoriginálnějších představitelů švédského novoromantismu. Nechal se inspirovat především lidovým životem, selskou kulturní tradicí a přírodou rodného kraje, jehož dialekt při své tvorbě také používal. Na podkladě lidových pověr, pověstí, selských pořekadel a moudrostí dospěl Karlfeldt k bohatému, symbolickému jazyku. Originální jsou zejména jeho básně inspirované naivními selskými malbami na biblické motivy. Jeho lyrika je velmi melodická, přesto však složitá a plná hlubších motivů. Mnoho jeho básní bylo zhudebněno.
Karlfeldt byl uznávaný především ve své vlasti. Roku 1904 se stal členem Švédské akademie, roku 1905 byl zvolen členem Nobelova institutu akademie a roku 1907 členem Nobelova výboru. V roce 1916 získal Velkou cenu Devíti. Roku 1917 mu byl univerzitou v Uppsale udělen čestný doktorát. Roku 1918 Karlfedt odmítl přijmout Nobelovu cenu za literaturu vzhledem k pozici sekretáře komise, která o ceně rozhodovala. Byla mu proto udělena (v rozporu s propozicemi Alfreda Nobela, že cenu má dostat pouze žijící autor) jako prozatím jedinému laureátovi posmrtně roku 1931 „za básnické dílo“ (citace z odůvodnění Švédské akademie).

## Básnické sbírky

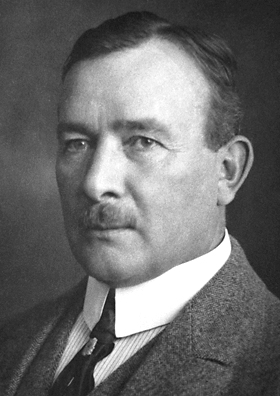
Švédský spisovatel Erik Axel Karlfeldt (1931)

- Vidmarks och karleksvisor (1895, Písně pustin a lásky),
- Fridolins visor (1898, Fridolinovy písně),
- Fridolins lustgård (1901, Fridolinova zahrada),
- Flora och Pomona (1906, Flora a Pomona),
- Skalden lucidor (1912),
- Flora och Bellona (1918, Flora a Bellona),
- Hösthorn (1927, Roh podzimu).

## Česká vydání
- Písně pustin a lásky, Nakladatelské družstvo Máje, Praha 1939, překlad Milada Lesná-Krausová.